# Enrique Gil Gilbert
Enrique Gil Gilbert (Guayaquil, 8 de juliol de 1912 - 21 de febrer de 1973) fou un polític i escriptor equatorià, membre destacat del Grup de Guayaquil.

## Vida i obra
Enrique Gil Gilbert va néixer el 8 de juliol de 1912, fill d'Enrique Gil Quezada i de Mercedes Gilbert Pontón. Cursà els seus estudis a Guayaquil, la seva ciutat natal, on es va graduar de batxiller en el col·legi Vicente Rocafuerte. A Guayaquil es va relacionar i va fer amistat amb diversos intel·lectuals de la seva època, moment en què inicia una estreta amistat amb Joaquín Gallegos Lara i Demetrio Aguilera Malta. En aquella època, també, es va introduir al Partit Comunista de l'Equador al costat de Pedro Saad.
Va pertànyer al Grup de Guayaquil, també anomenat «los cinco como un puño», al costat d'Alfredo Pareja Diezcanseco, Demetrio Aguilera Malta, José de la Cuadra i Joaquín Gallegos Lara. El 1930 publica l'obra Los que se van juntament amb Demetrio Aguilera Malta i Joaquín Gallegos Lara', un recull de relats breus que es considera una de les obres inicials del realisme social a l'Equador. El 1933 publica el conte «Yunga» amb uns plantejaments propers al socialisme. El 1939 es publica la novel·la Relatos de Emmanuel i, el 1942, Nuestro pan. Aquesta última obra descriu amb un llenguatge bastant natural la vida dels camperols a la costa i li va valdre el segon premi en el concurs continental de novel·les inèdites llatinoamericanes, que es va realitzar a Nova York. Dins del gènere dels contes, una de les seves obres més importants és el relat titulat «La cabeza de un niño en el tacho de basura» (‘El cap d'un nen en el cubell de la brossa’), que va ser publicat en 1967.
Va morir el 23 de novembre de 1972 a la seu de la Casa de la Cultura d'Ambato, a causa d'un infart.

### Activitat política
A partir de l'any 1932 va iniciar una activa militància comunista que no abandonaria mai, que el va dur a patir persecucions i empresonaments, com el 1935 durant la dictadura Federico Páez, el 1946 durant la dictadura de José María Velasco Ibarra i el 1959 durant el govern de Camilo Ponce Enríquez. Va estar afiliat al Partit Comunista de l'Equador, amb el qual va participar en la revolució del 28 de maig de 1944 en què es va enderrocar el president Carlos Arroyo del Río. Posteriorment, va ser membre de la comissió de redacció de la Constitució de l'Equador de 1945. També va ser diputat en els anys 1944, 1945, 1947 i 1948, a més d'haver format part del Tribunal de Garanties Constitucionals i del Consell Mundial de la Pau.

## Obres destacades

### Contes
- Los que se van (1930, amb Demetrio Aguilera i Joaquín Gallegos Lara)
- Yunga (1933)
- La cabeza de un niño en un tacho de basura (1967)

### Novel·les
- Relatos de Emmanuel (1939)
- Nuestro pan (1942)